# 새뮤얼 윗워
새뮤얼 윗워(Samuel Witwer, 1977년 10월 20일 ~ )는 미국의 배우이다.

## 출연 작품
- 오피서 다운 (2016)
- 테일즈 오브 할로윈 (2015)
- 저스티스 리그 : 아틀란티스의 왕좌 (2015)
- 빙 휴먼 시즌3 (2013)
- 빙 휴먼 시즌2 (2012)
- 빙 휴먼 시즌3 (2012)
- 노 갓, 노 마스터 (2012)
- 빙 휴먼 시즌2 (2012)
- 빙 휴먼 시즌1 (2011)
- 더 리턴 오브 죠 리치 (2011)
- 빙 휴먼 (2010)
- 게이머 (2009)
- CSI 라스베가스 시즌8 (2007)
- 패솔로지 (2007)
- 미스트 (2007)
- 아드레날린 24 (2006)
- 덱스터 시즌1 (2006)
- 배틀스타 갤럭티카 - 2004년 시리즈 (2004)
- 스몰빌 (2001)
- CSI 라스베가스 시즌1 (2000)